# Азаренко Вікторія Федорівна
Вікторія Азаренко (біл. Вікторыя Азаранка; нар. 31 липня 1989, Мінськ, Білорусь) — білоруська тенісистка-професіонал, олімпійська чемпіонка й медалістка, чотирьохразова чемпіонка турнірів Великого шолома (два в одиночному та два у змішаному розрядах), колишня перша ракетка світу.
У юніорках Вікторія була чемпіонкою світу в одиночному розряді, переможницею турнірів «US Open» та «Australian Open». На дорослому рівні виграла «Australian Open» 2012 та 2013 років, US Open 2007 у міксті разом із Максом Мирним та чемпіонкою Відкритого чемпіонату Франції 2008 у міксті разом із Бобом Браяном.
Но Олімпіаді 2012 року в Лондоні виборола золоту олімпійську медаль у міксті, граючи з Максом Мирним, і бронзову медаль в одиночному розряді.
Виступаючи за Білорусь у Fed Cup, Азаренко має свіввідношення виграшів-програшів 21-5.
Не виступила відкрито проти російського вторгнення в Україну 2022 року, хоча сама стверджує, що допомагає тим, кому це необхідно. Входить до Ради гравців WTA.

## Життєпис
Народжена 31 липня 1989 року в Мінську (де-факто столиця Білоруської РСР, нині — Білоруси) у звичайній білоруській родині.

### Кар'єра

#### 2003—2007: юніорські успіхи й перші кроки серед професіоналів
У 15 років вона перебралася в Скотсдейл, Аризона, щоб навчатися грати в теніс. Цьому посприяв гравець НХЛ Микола Хабібулін, дружина якого була подругою матері дівчини. Вікторія почала грати юнацьких турнірах ITF у 2003 році.

#### 2011—2012: чемпіонка Австралії. Перша ракетка світу
Упродовж сезону 2011 року Вікторія здобула три перемоги на турнірах WTA. Зокрема, перемогла в турнірі Sony Ericsson Open, здолавши в фіналі Марію Шарапову 6:1, 6:4. На чемпіонаті WTA 2011 Азаренко пробилася до фіналу, де поступилася Петрі Квітовій 5-7, 6-4, 3-6.
На початку 2012 року Азаренко здобула свою першу перемогу в турнірах Великого шолома, вигравши Відкритий чемпіонат Австралії 2012, що дозволило їй очолити світовий рейтинг. Вона поступилася званням першої ракетки світу після Відкритого чемпіонату Франції чемпіонці турніру Марії Шараповій. Незважаючи на поразку в півфіналі Вімблдону 2012 від Серени Вільямс, Вікторія повернулася на першу сходинку рейтингу, оскільки Шарапова програла раніше й втратила багато рейтингових очок.
На літніх Олімпійських іграх 2012 Вікторія стала олімпійською чемпіонкою у міксті в парі з Максом Мирним, а в одиночному розряді виграла бронзову медаль, поступившись у півфіналі Серені Вільямс, і вигравши матч за третє місце у Марії Кириленко.
На Відкритому чемпіонаті США Вікторія добралася до фіналу, здолавши на своєму шляху торішню чемпіонку Саманту Стосур та Марію Шарапову. Однак у фіналі вона програла Серені Вільямс у трьох сетах: 2-6, 6-2, 5-7.
На чемпіонаті WTA Вікторія добралася до півфіналу, де поступилася Марії Шараповій. Однак, дві перемоги на груповому етапі дозволили їй завершити сезон 2012 року першою ракеткою світу.

#### 2013: друге австралійське чемпіонство
2013 Вікторія розпочала з Brisbane International, в якому добралася до півфіналу, але перед грою із Сереною Вільямс знялася через нарив на пальці ноги. У наступному турнірі Відкритому чемпіонату Австралії, вона зуміла відстояти свій титул чемпіонки, здолавши у фіналі у складному трисетовому поєдинку представницю Китаю Лі На з рахунком 4:6,6:4,6:3. Таким чином, Вікторія зберегла звання першої ракетки світу.
Азаренко виграла наступний турнір Qatar Total Open, здолавши у фіналі Серену Вільямс, але поступилася їй першим місцем у світовому рейтингу, оскільки Вільямс покращила свій результат, а Вікторія тільки повторила досягнення.

#### 2016: сонячний дубль, повернення в чільну п'ятірку, травми й вагітність
Азаренко розпочала сезон із Brisbane International. Вона дійшла до фіналу, де зустрілася з Анджелік Кербер і виграла матч, а з ним і весь турнір без втрати жодного сету. Це була її 18-та перемога в турнірах WTA і перша з Western & Southern Open 2013 року. На Відкритому чемпіонаті Австралії Азаренко, сіяна 14-ю, добралася без втрати сету до чвертьфіналу, причому Алісон ван Ейтванк вона подарувала подвійний бублик. Однак, у чвертьфінальному матчі її перемогла майбутня чемпіонка сьома сіяна Анджелік Кербер, яка в попередніх шести матчах ніколи в Азаренко не вигравала. У другому сеті Азаренко була попереду, але не зуміла реалізувати 5 сетболів.
Потім Азаренко вперше з 2011 року взяла участь в турнірі міжнародної категорії Abierto Mexicano Telcel в Мексиці (всього 250 очок за перемогу), де знялася перед другим колом після перемоги в першому над Полоною Герцог.
Далі Азаренко виграла турнір із категорії прем'єрних обов'язкових в Індіан-Веллз, на шляху до перемоги здолавши Серену Вільямс, Кароліну Плішкову й подарувавши два бублики Магдалені Рибариковій. Азаренко стала єдиною тенісисткою, що змогла перемогти Вільямс у фіналах чотири рази. Після турніру вона піднялася до восьмого місця в рейтингу.
Через два тижні в фіналі іншого прем'єрного обов'язкового турніру в Маямі Азаренко здолала Світлану Кузнецову, і стала лише третьою тенісисткою після Штеффі Граф та Кім Клейстерс, що зуміла виграти упродовж одного року два дуже престижні турніри в Індіан-Веллз та Маямі. На шляху до перемоги Азаренко взяла реванш в Анджелік Кербер і виграла свою першу зустріч із Гарбінє Мугурусою. Як наслідок вона піднялася до 5-го місця у рейтингу.
Ґрунтова частина сезону ознаменувалася для Азаренко травмами на Mutua Madrid Open вона легко пройшла перші два кола, але перед матчем третього знялася через травму спини. У Римі вона програла в першому колі, а потім припинила боротьбу у матчі з Карін Кнапп в першому колі French Open через травму коліна. Ця ж травма змусила її знятися з Вімблдону.
У липні Азаренко повідомила через соціальні мережі про свою вагітність і, як наслідок, пропустила решту сезону. 20 грудня 2016 року Азаренко народила хлопчика Лео, потім вона розлучилася з батьком хлопчика й почалася судова тяганина щодо опіки над дитиною.

#### 2017—2018: повернення, боротьба за опіку над дитиною
Після народження дитини Азаренко повернулася в Тур на Mallorca Open — турнір на трав'яних кортах, що входить до серії підготовки до Вімблдону. Вікторія виграла першу гру, але поступилася в другому колі Ані Конюх.
На Вімблдоні Азаренко розпочала з вольової перемоги над юним американським талантом СіСі Белліс, а другому колі здолала у двох сетах Олену Весніну, в третьому перемогла в напруженій боротьбі англійку Гетер Вотсон, але в четвертому програла Сімоні Халеп. Вона також взяла участь в змаганнях у змішаному парному розряді, де її партнером був Ненад Зімоньїч, але вони програли в першому колі минулорічним чемпіонам Генрі Контінену та Гетер Вотсон того ж дня, коли Азаренко перемогла Вотсон в одиночній грі.
У серпні 2017-го розпочалася тяганини за опіку над восьмимісячним сином, через яку Азаренко була змушена пропустити Відкритий чемпіонат США та фінал Кубка Федерації, суддя постановив, що дитину не можна вивозити з Каліфорнії до завершення розгляду справи, тож Азаренко не змогла поїхати навіть у Нью-Йорк.
Організатори Відкритого чемпіонату Австралії 2018 року надали Азаренко вайлдкард, але вона не змога взяти участі в турнірі через судову тяганину. 16 січня 2018 року було оголошено, що Азаренко виграла справу, і вона відновить виступи на турнірі в Індіан-Веллзі. Вона програла в третьому колі Слоун Стівенс. На Miami Open Азаренко знову зустрілася зі Стівенс, цього разу в півфіналі, і знову програла 6-3, 2-6, 1-6. То, що вона досягла півфіналу, дозволило їй повернутися до першої сотні рейтингу. На Мастерс Мадрид вона програла в другому колі Кароліні Плішковій, а на Відкритому чемпіонаті Італії її перемогла в першому колі Наомі Осака 6-0, 6-3. На French Open Азаренко програла в першому колі Катержині Сіняковій 5-7, 5-7.
Трав'яну частину сезону Азаренко розпочала з Mallorca Open, де програла в другому колі Луціє Шафаровій. На Вімбдонді вона програла в другому колі Кароліні Плішковій, проте доволі успішно виступила в міксті, граючи з британцем Джеймі Маррі. Білорусько-британська пара добралася до фіналу, де поступилася австрійсько-американській парі Александер Пея / Ніколь Меліхар.

#### 2022
На гардовому турнірі WTA 250 у Вашингтоні в першому колі здолала українку Даяну Ястремську. У матчі другого кола Відкритої першости США 2022 обіграла українку Марту Костюк 6:2, 6:3.

### Азаренко та російське вторгнення в Україну
Даяна Ястремська та Марта Костюк після поєдинків із Вікторією не потиснули їй руки, обмежившись тільки дотиком ракеток. Марта пояснила це тим, що Азаренко публічно не засудила російське вторгнення в Україну 2022 року (за допомоги Білоруси) та дії свого уряду, хоча входить до Ради гравців WTA. Натомість білоруска, зокрема, сказала, що бажає, аби в Костюк був той, хто вів би її трохи краще в цей складний час, що українка не є членкою Ради гравців WTA і не знає того, що там робить Вікторія. Російськомовний сайт «Чемпіонат» повідомляє, що Азаренко на пресконференції, розповідаючи про свою реакцію на вчинок Марти, сказала, що не була здивована, з нею ніколи не спілкувалася, а в березні 2022, після початку російської агресії, вийшла на зв'язок з тими українськими гравцями, з якими контактувала раніше. Також що відчуває, що в неї дуже чіткий посил про те, що намагається допомогти, і саме це вже не раз робила, хоча люди, можливо, не бачать усього, що вона робить.

## Статистика

### Фінали юніорських турнірів Великого шолома

#### Одиночний розряд: 2 титули
| Результат | Рік  | Турнір          | Поверхня | Супротивниця | Рахунок  |
| --------- | ---- | --------------- | -------- | ------------ | -------- |
| Перемога  | 2005 | Australian Open | Хард     | Агнеш Савай  | 6–2, 6–2 |
| Перемога  | 2005 | US Open         | Хард     | Алекса Ґлетч | 6–3, 6–4 |

#### Парний розряд: 4 титули
| Результат | Рік  | Турнір          | Поверхня | Партнерка       | Супротивниці                     | Рахунок            |
| --------- | ---- | --------------- | -------- | --------------- | -------------------------------- | ------------------ |
| Перемога  | 2004 | Wimbledon       | Трава    | Ольга Говорцова | Марина Еракович Моніка Нікулеску | 6–4, 3–6, 6–4      |
| Перемога  | 2005 | Australian Open | Хард     | Марина Еракович | Нікола Франкова Агнеш Савай      | 6–0, 6–2           |
| Перемога  | 2005 | French Open     | Ґрунт    | Агнеш Савай     | Ралука-Йоана Олару Аміна Рахім   | 4–6, 6–4, 6–0      |
| Перемога  | 2005 | Wimbledon (2)   | Трава    | Агнеш Савай     | Марина Еракович Моніка Нікулеску | 6–7(5–7), 6–2, 6–0 |

### Фінали турнірів Великого шолома

#### Одиночний розряд: 4 (2 титули)
| Результат | Рік  | Турнір              | Поверхня | Супротивниця   | Рахунок            |
| --------- | ---- | ------------------- | -------- | -------------- | ------------------ |
| Перемога  | 2012 | Australian Open     | Хард     | Марія Шарапова | 6–3, 6–0           |
| Поразка   | 2012 | US Open             | Хард     | Серена Вільямс | 2–6, 6–2, 5–7      |
| Перемога  | 2013 | Australian Open (2) | Хард     | Лі На          | 4–6, 6–4, 6–3      |
| Поразка   | 2013 | US Open (2)         | Хард     | Серена Вільямс | 5–7, 7–6(8–6), 1–6 |

#### Парний розряд: 3 фінали
| Результат | Рік  | Турнір              | Поверхня | Партнерка       | Супротивниці                                    | Рахунок       |
| --------- | ---- | ------------------- | -------- | --------------- | ----------------------------------------------- | ------------- |
| Поразка   | 2008 | Australian Open     | Хард     | Шахар Пеєр      | Альона Бондаренко Катерина Бондаренко           | 6–2, 1–6, 4–6 |
| Поразка   | 2009 | French Open         | Ґрунт    | Олена Весніна   | Анабель Медіна Ґарріґес Вірхінія Руано Паскуаль | 1–6, 1–6      |
| Поразка   | 2011 | Australian Open (2) | Хард     | Марія Кириленко | Хісела Дулко Флавія Пеннетта                    | 6–2, 5–7, 1–6 |

#### Мікст: 4 (2 титули)
| Результат | Рік  | Турнір          | Поверхня | Партнер       | Супротивники                      | Рахунок       |
| --------- | ---- | --------------- | -------- | ------------- | --------------------------------- | ------------- |
| Поразка   | 2007 | Australian Open | Хард     | Макс Мирний   | Олена Лиховцева Деніел Нестор     | 4–6, 4–6      |
| Перемога  | 2007 | US Open         | Хард     | Макс Мирний   | Меган Шонессі Леандер Паес        | 6–4, 7–6(8–6) |
| Перемога  | 2008 | French Open     | Ґрунт    | Боб Браян     | Катарина Среботнік Ненад Зімоньїч | 6–2, 7–6(7–4) |
| Поразка   | 2018 | Вімблдон        | Трава    | Джеймі Маррей | Ніколь Мепіхар Александер Пея     | 6–7(1–7), 3–6 |

## Фінали турнірів WTA

### Одиночний розряд: 41 (21 титул, 20 поразок)
| Легенда                      |
| ---------------------------- |
| Турніри Великого шлему (2–3) |
| Фінал WTA (0–1)              |
| Турніри WTA 1000 (10–5)      |
| Турніри WTA 500 (4–6)        |
| Турніри WTA 250 (5–5)        |

| Фінали by Покриття |
| ------------------ |
| Тверде (20–13)     |
| Трава (0–1)        |
| Ґрунт (1–6)        |
| Килим (0–0)        |

| Результат | В-П   | Дата     | Турнір                                            | Категорія     | Покриття     | Опонент            | Рахунок                 |
| --------- | ----- | -------- | ------------------------------------------------- | ------------- | ------------ | ------------------ | ----------------------- |
| Поразка   | 0–1   | Тра 2007 | Estoril Open, Португалія                          | Tier IV       | Ґрунт        | Грета Арн          | 6–2, 1–6, 6–7(3–7)      |
| Поразка   | 0–2   | Жов 2007 | Tashkent Open, Узбекистан                         | Tier IV       | Тверде       | Полін Пармантьє    | 5–7, 2–6                |
| Поразка   | 0–3   | Січ 2008 | Australian Тверде Court Championships, Австралія  | Tier III      | Тверде       | Лі На              | 6–4, 3–6, 4–6           |
| Поразка   | 0–4   | Тра 2008 | Prague Open, Чехія                                | Tier IV       | Ґрунт        | Віра Звонарьова    | 6–7(2–7), 2–6           |
| Перемога  | 1–4   | Січ 2009 | Brisbane International, Австралія                 | International | Тверде       | Маріон Бартолі     | 6–3, 6–1                |
| Перемога  | 2–4   | Лют 2009 | U.S. National Indoor Championships, U.S.          | International | Тверде (i)   | Каролін Возняцкі   | 6–1, 6–3                |
| Перемога  | 3–4   | Кві 2009 | Відкритий чемпіонат Маямі з тенісу, U.S.          | Premier M     | Тверде       | Серена Вільямс     | 6–3, 6–1                |
| Поразка   | 3–5   | Лют 2010 | Dubai Tennis Championships, UAE                   | Premier 5     | Тверде       | Вінус Вільямс      | 3–6, 5–7                |
| Поразка   | 3–6   | Чер 2010 | Eastbourne International, U.K.                    | Premier       | Трава        | Катерина Макарова  | 6–7(5–7), 4–6           |
| Перемога  | 4–6   | Сер 2010 | Silicon Valley Classic, U.S.                      | Premier       | Тверде       | Марія Шарапова     | 6–4, 6–1                |
| Перемога  | 5–6   | Жов 2010 | Кубок Кремля, Росія                               | Premier       | Тверде (i)   | Марія Кириленко    | 6–3, 6–4                |
| Перемога  | 6–6   | Кві 2011 | Miami Open, U.S. (2)                              | Premier M     | Тверде       | Марія Шарапова     | 6–1, 6–4                |
| Перемога  | 7–6   | Кві 2011 | Andalucia Tennis Experience, Іспанія              | International | Ґрунт        | Ірина-Камелія Бегу | 6–3, 6–2                |
| Поразка   | 7–7   | Тра 2011 | Мастерс Мадрид, Іспанія                           | Premier M     | Ґрунт        | Петра Квітова      | 6–7(3–7), 4–6           |
| Перемога  | 8–7   | Жов 2011 | BGL Luxembourg Open, Люксембург                   | International | Тверде (i)   | Моніка Нікулеску   | 6–2, 6–2                |
| Поразка   | 8–8   | Жов 2011 | Фінал WTA, Туреччина                              | Фінали        | Тверде (i)   | Петра Квітова      | 5–7, 6–4, 3–6           |
| Перемога  | 9–8   | Січ 2012 | Sydney International, Австралія                   | Premier       | Тверде       | Лі На              | 6–2, 1–6, 6–3           |
| Перемога  | 10–8  | Січ 2012 | Відкритий чемпіонат Австралії з тенісу, Австралія | Grand Slam    | Тверде       | Марія Шарапова     | 6–3, 6–0                |
| Перемога  | 11–8  | Лют 2012 | Qatar Ladies Open, Катар                          | Premier 5     | Тверде       | Саманта Стосур     | 6–1, 6–2                |
| Перемога  | 12–8  | Бер 2012 | Indian Wells Open, U.S.                           | Premier M     | Тверде       | Марія Шарапова     | 6–2, 6–3                |
| Поразка   | 12–9  | Кві 2012 | Porsche Tennis Grand Prix, Німеччина              | Premier       | Ґрунт (i)    | Марія Шарапова     | 1–6, 4–6                |
| Поразка   | 12–10 | Тра 2012 | Madrid Open, Іспанія                              | Premier M     | Ґрунт (blue) | Серена Вільямс     | 1–6, 3–6                |
| Поразка   | 12–11 | Вер 2012 | Відкритий чемпіонат США з тенісу, США             | Grand Slam    | Тверде       | Серена Вільямс     | 2–6, 6–2, 5–7           |
| Перемога  | 13–11 | Жов 2012 | China Open, КНР                                   | Premier M     | Тверде       | Марія Шарапова     | 6–3, 6–1                |
| Перемога  | 14–11 | Жов 2012 | Linz Open, Австрія                                | International | Тверде (i)   | Юлія Гергес        | 6–3, 6–4                |
| Перемога  | 15–11 | Січ 2013 | Australian Open, Австралія (2)                    | Grand Slam    | Тверде       | Лі На              | 4–6, 6–4, 6–3           |
| Перемога  | 16–11 | Лют 2013 | Катар Open, Катар (2)                             | Premier 5     | Тверде       | Серена Вільямс     | 7–6(8–6), 2–6, 6–3      |
| Поразка   | 16–12 | Тра 2013 | Мастерс Рим, Італія                               | Premier 5     | Ґрунт        | Серена Вільямс     | 1–6, 3–6                |
| Поразка   | 16–13 | Сер 2013 | San Diego Open, U.S.                              | Premier       | Тверде       | Саманта Стосур     | 2–6, 3–6                |
| Перемога  | 17–13 | Сер 2013 | Мастерс Цинциннаті, U.S.                          | Premier 5     | Тверде       | Серена Вільямс     | 2–6, 6–2, 7–6(8–6)      |
| Поразка   | 17–14 | Вер 2013 | US Open, США                                      | Grand Slam    | Тверде       | Серена Вільямс     | 5–7, 7–6(8–6), 1–6      |
| Поразка   | 17–15 | Січ 2014 | Brisbane International, Австралія                 | Premier       | Тверде       | Серена Вільямс     | 4–6, 5–7                |
| Поразка   | 17–16 | Лют 2015 | Катар Open, Катар                                 | Premier       | Тверде       | Луціє Шафарова     | 4–6, 3–6                |
| Перемога  | 18–16 | Січ 2016 | Brisbane International, Австралія (2)             | Premier       | Тверде       | Анджелік Кербер    | 6–3, 6–1                |
| Перемога  | 19–16 | Бер 2016 | Indian Wells Open, U.S. (2)                       | Premier M     | Тверде       | Серена Вільямс     | 6–4, 6–4                |
| Перемога  | 20–16 | Кві 2016 | Miami Open, U.S. (3)                              | Premier M     | Тверде       | Світлана Кузнецова | 6–3, 6–2                |
| Поразка   | 20–17 | Кві 2019 | Monterrey Open, Мексика                           | International | Тверде       | Гарбінє Мугуруса   | 1–6, 1–3 ret.           |
| Перемога  | 21–17 | Сер 2020 | Cincinnati Open, U.S. (2)                         | Premier 5     | Тверде       | Наомі Осака        | Технічна поразка        |
| Поразка   | 21–18 | Вер 2020 | US Open, США                                      | Grand Slam    | Тверде       | Осака Наомі        | 6–1, 3–6, 3–6           |
| Поразка   | 21–19 | Жов 2020 | Ostrava Open, Чехія                               | Premier       | Тверде (i)   | Аріна Соболенко    | 2–6, 2–6                |
| Поразка   | 21–20 | Жов 2021 | Indian Wells Open, U.S.                           | WTA 1000      | Тверде       | Паула Бадоса       | 6–7(5–7), 6–2, 6–7(2–7) |

### Парний розряд: 21 (10 титулів, 11 поразок)
| Легенда          |
| ---------------- |
| Grand Slam (0–4) |
| WTA 1000 (5–3)   |
| WTA 500 (2–3)    |
| WTA 250 (3–1)    |

| Фінали за покриттям |
| ------------------- |
| Тверде (6–8)        |
| Трава (1–1)         |
| Ґрунт (1–2)         |
| Килим (0–1)         |

| Результат | В-П   | Дата     | Турнір                                            | Категорія     | Покриття   | Партнер           | Опоненти                                        | Рахунок             |
| --------- | ----- | -------- | ------------------------------------------------- | ------------- | ---------- | ----------------- | ----------------------------------------------- | ------------------- |
| Поразка   | 0–1   | Лют 2006 | U.S. National Indoor Championships, U.S.          | Tier III      | Тверде     | Каролін Возняцкі  | Ліза Реймонд Саманта Стосур                     | 6–7(2–7), 3–6       |
| Перемога  | 1–1   | Жов 2006 | Tashkent Open, Узбекистан                         | Tier IV       | Тверде     | Тетяна Пучек      | Марія Елена Камерін Еммануель Гальярді          | walkover            |
| Поразка   | 1–2   | Лип 2007 | Silicon Valley Classic, U.S.                      | Tier II       | Тверде     | Анна Чакветадзе   | Саня Мірза Шахар Пеєр                           | 4–6, 6–7(5–7)       |
| Поразка   | 1–3   | Сер 2007 | San Diego Open, U.S.                              | Tier I        | Тверде     | Анна Чакветадзе   | Кара Блек Лізель Губер                          | 5–7, 4–6            |
| Поразка   | 1–4   | Вер 2007 | BGL Luxembourg Open, Люксембург                   | Tier II       | Тверде (i) | Шахар Пеєр        | Івета Бенешова Жанетта Гусарова                 | 4–6, 2–6            |
| Поразка   | 1–5   | Жов 2007 | Кубок Кремля, Росія                               | Tier I        | Килим (i)  | Тетяна Пучек      | Кара Блек Лізель Губер                          | 6–4, 1–6, [7–10]    |
| Поразка   | 1–6   | Січ 2008 | Відкритий чемпіонат Австралії з тенісу, Австралія | Grand Slam    | Тверде     | Шахар Пеєр        | Альона Бондаренко Катерина Бондаренко           | 6–2, 1–6, 4–6       |
| Поразка   | 1–7   | Кві 2008 | Amelia Island Championships, U.S.                 | Tier II       | Ґрунт      | Олена Весніна     | Бетані Маттек-Сендс Владіміра Угліржова         | 3–6, 1–6            |
| Перемога  | 2–7   | Лют 2009 | Memphis Indoors, U.S.                             | International | Тверде (i) | Каролін Возняцкі  | Юліана Федак Міхаелла Крайчек                   | 6–1, 7–6(7–2)       |
| Перемога  | 3–7   | Бер 2009 | Indian Wells Open, U.S.                           | Premier M     | Тверде     | Віра Звонарьова   | Хісела Дулко Шахар Пеєр                         | 6–4, 3–6, [10–5]    |
| Поразка   | 3–8   | Тра 2009 | Відкритий чемпіонат Франції з тенісу, Франція     | Grand Slam    | Ґрунт      | Олена Весніна     | Анабель Медіна Гаррігес Вірхінія Руано Паскуаль | 1–6, 1–6            |
| Перемога  | 4–8   | Сер 2010 | Мастерс Цинциннаті, U.S.                          | Premier 5     | Тверде     | Марія Кириленко   | Ліза Реймонд Ренне Стаббс                       | 7–6(7–4), 7–6(10–8) |
| Поразка   | 4–9   | Січ 2011 | Australian Open, Австралія                        | Grand Slam    | Тверде     | Марія Кириленко   | Хісела Дулко Флавія Пеннетта                    | 6–2, 5–7, 3–6       |
| Перемога  | 5–9   | Тра 2011 | Мастерс Мадрид, Іспанія                           | Premier M     | Ґрунт      | Марія Кириленко   | Квета Пешке Катарина Среботнік                  | 6–4, 6–3            |
| Перемога  | 6–9   | Лип 2011 | Stanford Classic, U.S.                            | Premier       | Тверде     | Марія Кириленко   | Лізель Губер Ліза Реймонд                       | 6–1, 6–3            |
| Поразка   | 6–10  | Сер 2011 | Мастерс Канада, Канада                            | Premier 5     | Тверде     | Марія Кириленко   | Лізель Губер Ліза Реймонд                       | walkover            |
| Перемога  | 7–10  | Бер 2019 | Abierto Mexicano TELCEL, Мексика                  | International | Тверде     | Чжен Сайсай       | Дезіре Кравчик Джуліана Ольмос                  | 6–1, 6–2            |
| Перемога  | 8–10  | Тра 2019 | Мастерс Рим, Італія                               | Premier 5     | Ґрунт      | Ешлі Барті        | Анна-Лена Гренефельд Демі Схюрс                 | 4–6, 6–0, [10–3]    |
| Поразка   | 8–11  | Вер 2019 | Відкритий чемпіонат США з тенісу, США             | Grand Slam    | Тверде     | Ешлі Барті        | Елісе Мертенс Аріна Соболенко                   | 5–7, 5–7            |
| Перемога  | 9–11  | Чер 2021 | German Open, Німеччина                            | WTA 500       | Трава      | Арина Соболенко   | Ніколь Меліхар Демі Схюрс                       | 4–6, 7–5, [10–4]    |
| Перемога  | 10–11 | Тра 2023 | Madrid Open, Іспанія (2)                          | WTA 1000      | Ґрунт      | Беатріс Аддад Мая | Корі Гофф Джессіка Пегула                       | 6–1, 6–4            |